# Dichochrysa deserta
Dichochrysa deserta är en insektsart som först beskrevs av Navás 1912.  Dichochrysa deserta ingår i släktet Dichochrysa och familjen guldögonsländor. Inga underarter finns listade i Catalogue of Life.